# ドミノシュタイン

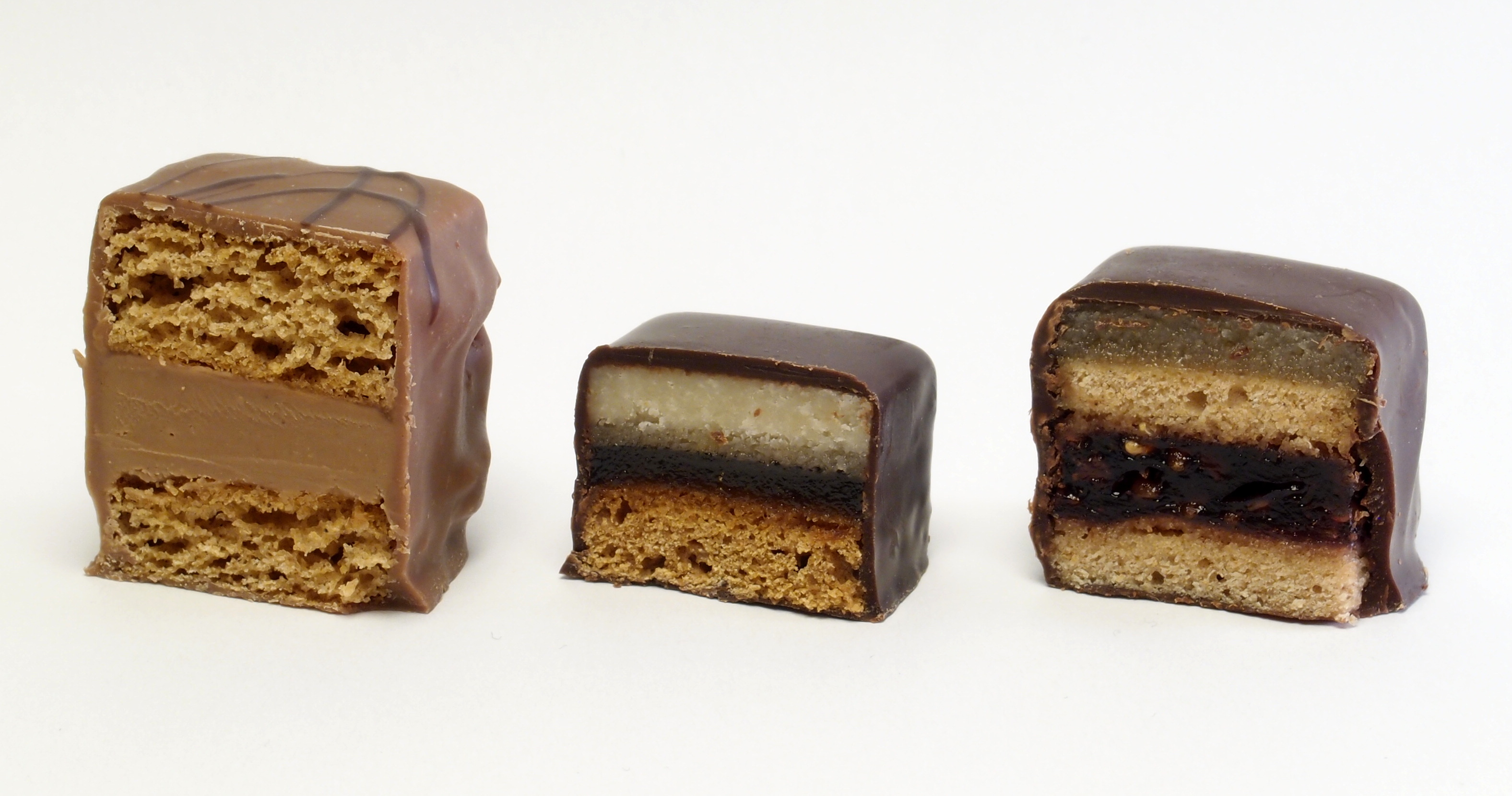
さまざまなドミノシュタイン

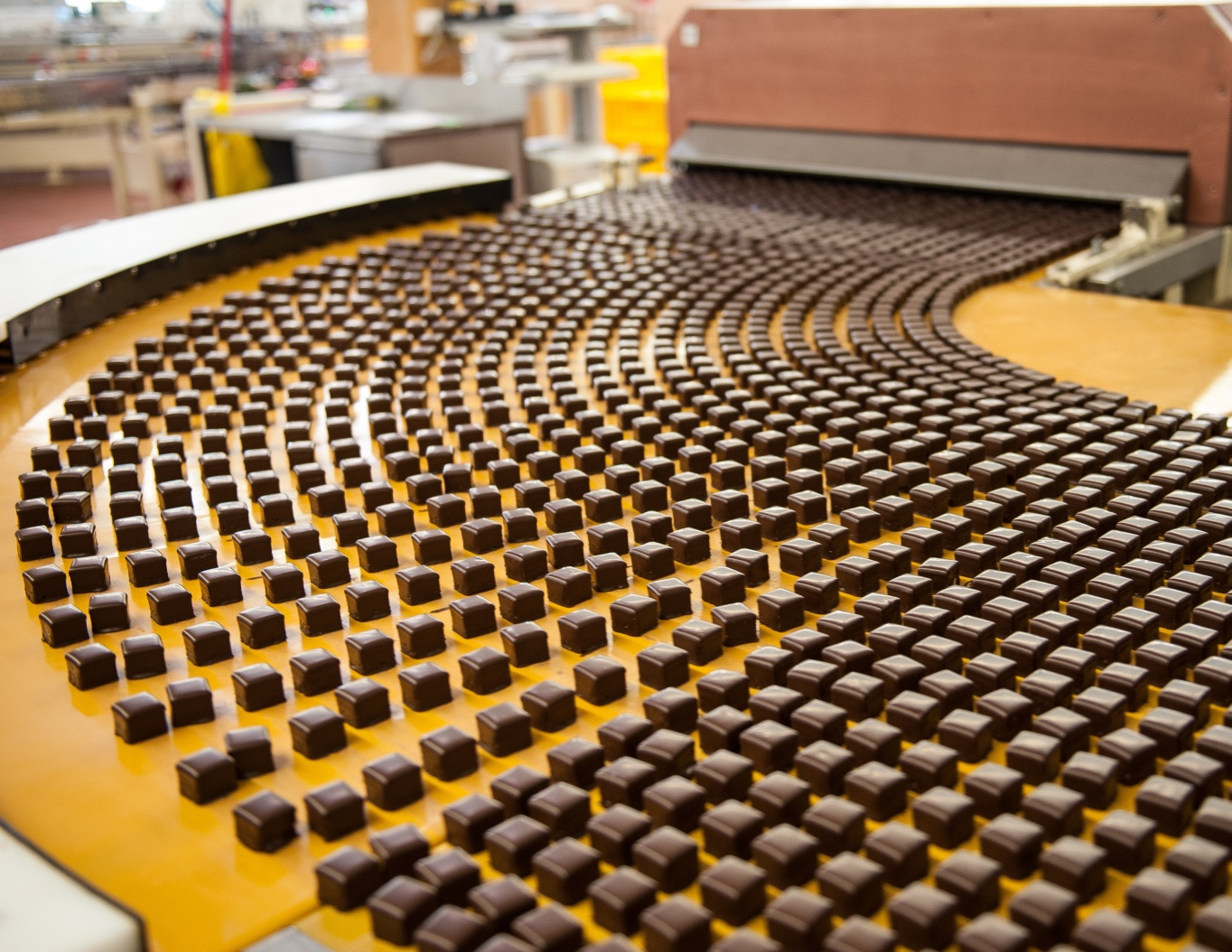
ランベルツのドミノシュタイン工場

ドミノシュタイン（ドイツ語: Dominostein、複数形 Dominosteine）は、ドイツやオーストリアで主にクリスマスにつくられる菓子。
ミルフィーユやオペラケーキ、プンシュクラップフェン、ジャッファケーキなどに似た層状の菓子である。下からジンジャーブレッドのレープクーヘン、スミミザクラやアプリコットなどのゼリー、マジパンまたはペルシパンからなる三層構造で、全体が（基本的に）ダークチョコレートでコーティングされている。

## 歴史
1936年、ドレスデンでヘルベルト・ヴェンドラー（1912年 - 1998年）により発案された。ヴェンドラーは第二次世界大戦中の食糧不足を受け、発案した菓子をプラリネの安価な代替品とすることを企図し、ノートプラリネ (Notpraline、「非常時のプラリネ」ほどの意味) の名前で有名になった。
ヴェンドラーの工場は第二次世界大戦で被災したが、1952年に再建された。その後、東ドイツ時代の1972年に国営化されたが、ドイツ再統一をうけて1990年にヴェンドラーに所有権が返還された。1996年にはドレスデンに拠点を置く Dr. Quendt GmbH & Co. KG が、ヴェンドラーの工場とドミノシュタインのオリジナルレシピを取得した。このころまでにドミノシュタインは全国的に人気のクリスマス菓子となった
。

## 製造販売
ヴェンドラーオリジナルのドミノシュタインは、ドクトル・クエント (Dr. Quendt) 社によって製造・販売されている。その他の製造・販売業者としてEDEKA、ファヴォリナ (Favorina) 、ランベルツ (Lambertz)、 ニーダーエッガー (Niederegger) などがあり、ドイツ各地の小さな菓子工房もストロベリーゼリーやヌガーなどを入れた独自の商品をそれぞれ製造・販売している。アメリカ合衆国ではAldiが「チョコレートドミノ」として、Deutsche Küche や Winternacht のブランド名で販売している。